# 4104 Алу
4104 Алу (1989 ED, 1953 JC, 1957 KK, 1977 FO3, 1987 YR3, 1988 AG2, 4104 Alu) — астероїд головного поясу, відкритий 5 березня 1989 року.
Тіссеранів параметр щодо Юпітера — 3,384.